# Hrvatsko šumarsko društvo
Hrvatsko šumarsko društvo ima izvor u Hrvatsko-slavonskom gospodarskom društvu, koje je na inicijativu šumara osnovano u Zagrebu 1841. godine. Unutar njega, zaslugom šumara Dragutina Kosa 1846. godine, osnovano je šest sekcija. Šumarska sekcija utemeljena je 26. prosinca 1846. u Prečecu kraj Zagreba. Taj se dan uzima kao početak rada Hrvatskoga šumarskoga društva, iako su šumari bili u većini pri osnivanju Hrvatsko-slavonskog gospodarskoga društva.
Društvo je pokretačem svih značajnih postignuća šumarske prakse, obrazovanja i znanosti. Ako bismo nabrajali samo najznačajnije, onda su to: pokretanje donošenja Zakona šumskoga već 1852. te njegove stroge primjene od 1858.; početak rada Gospodarsko-šumarskoga učilišta u Križevcima 1860.; priprema i tiskanje znanstveno-stručnoga i staleškoga glasila Šumarski list 1. siječnja 1877. god., koji je otada do danas kontinuirano izlazi; priprema i sudjelovanje na Milenijskoj izložbi u Budimpešti 1896. godine, gdje su Kraljevine Hrvatska i Slavonija imale svoj izložbeni prostor, a šumarstvo i prerada drva svoj posebni paviljon; gradnja Hrvatskoga šumarskoga doma (na današnjem Trg Antuna, Ivana i Vladimira Mažuranića) 1898. godine i u njemu početak rada Šumarske akademije (20. listopada 1898.), kao četvrte visokoškolske ustanove Sveučilišta u Zagrebu (tada još "prislonjene" uz Mudroslovni fakultet); utemeljenje Šumarskoga muzeja u istoj zgradi; osnivanje Akademije šumarskih znanosti 1996.
Društvo danas okuplja oko 2700 članova i ponosi se kontinuitetom i "potrajnošću" svog djelovanja, bez obzira na promjene vlasti, država, tehnologija i uvjeta življenja. 

## Vanjske poveznice
- Službene web stranice
- Akademija šumarskih znanosti Hrvatska tehnička enciklopedija, portal hrvatske tehničke baštine. LZMK

- Hrvatsko šumarsko društvo Hrvatska tehnička enciklopedija, portal hrvatske tehničke baštine. LZMK